# Фаш Тимниј
Фаш Тимниј (фр. Faches-Thumesnil) је насеље и општина у североисточној Француској у региону Север-Па д Кале, у департману Север која припада префектури Лил.
По подацима из 2011. године у општини је живело 17.590 становника, а густина насељености је износила 3807,36 становника/km². Општина се простире на површини од 4,62 km². Налази се на средњој надморској висини од 43 метара (максималној 58 m, а минималној 30 m).

## Демографија
| 1962.  | 1968.  | 1975.  | 1982.  | 1990.  | 1999.  | 2011.  |
| ------ | ------ | ------ | ------ | ------ | ------ | ------ |
| 12 095 | 16 801 | 18 645 | 16 931 | 15 774 | 15 902 | 17.590 |

График промене броја становника у току последњих година